# Bisdom Santa Rosa

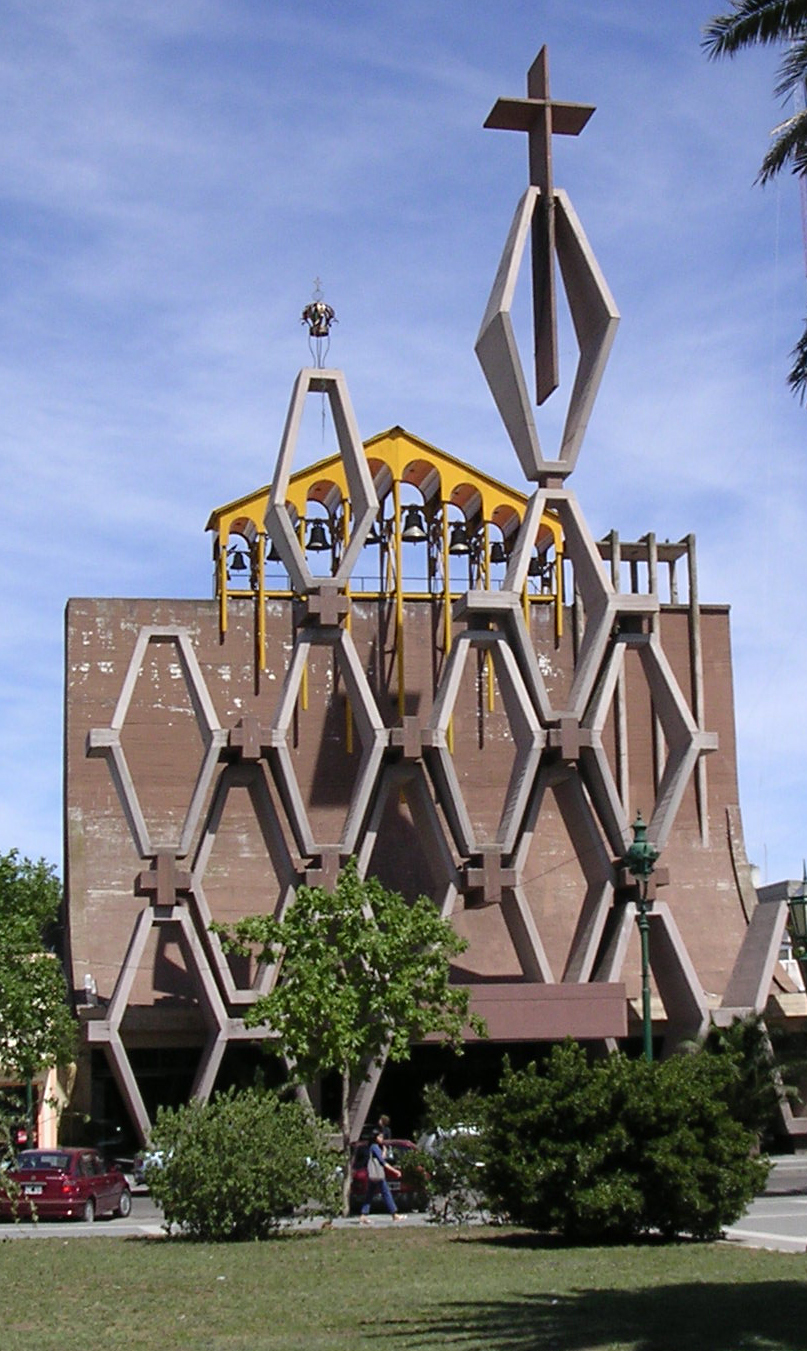
De kathedraal van Santa Rosa

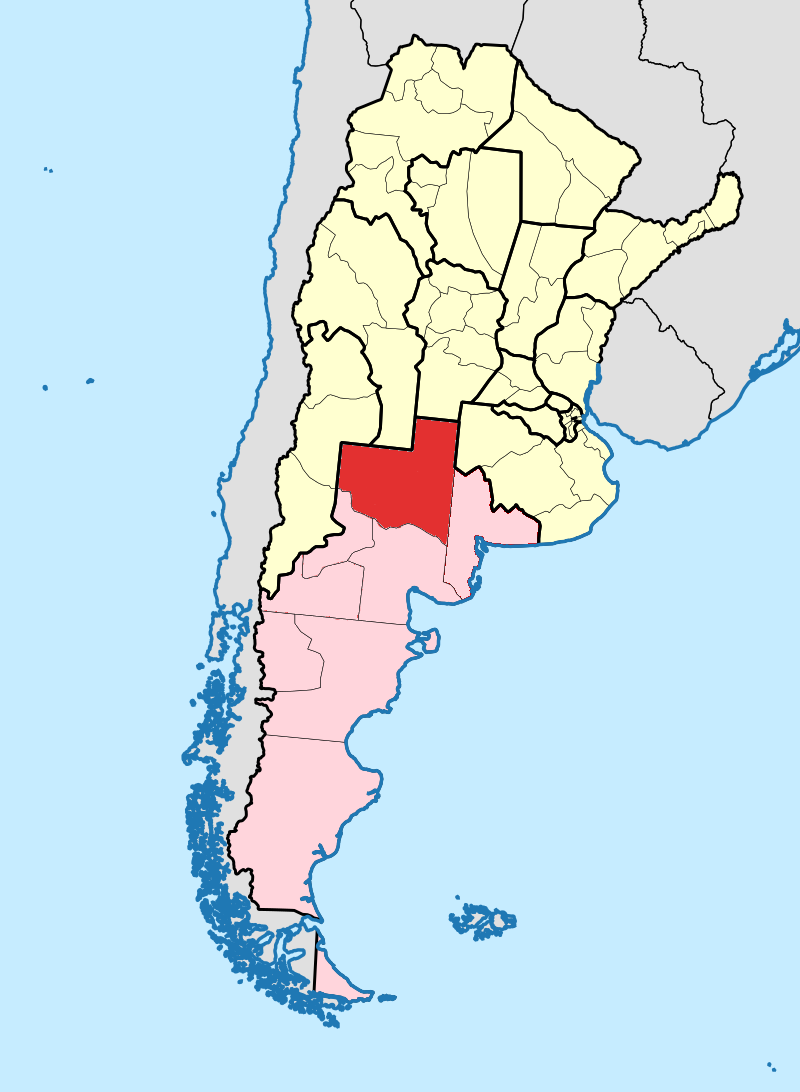
Het bisdom (rood) binnen de kerkprovincie Bahía Blanca

Het bisdom Santa Rosa (Latijn: Dioecesis Sanctae Rosae in Argentina) is een rooms-katholiek bisdom met als zetel Santa Rosa in Argentinië. Het bisdom is suffragaan aan het aartsbisdom Bahía Blanca. Het bisdom werd opgericht in 1957 en de patroonheilige is de heilige Rosa van Lima.
In 2020 telde het bisdom 25 parochies. Het bisdom heeft een oppervlakte van 143.440 km2 en telde in 2020 360.000 inwoners waarvan 49,1% rooms-katholiek waren. 

## Bisschoppen
- Jorge Mayer (1957-1972)
- Adolfo Roque Esteban Arana (1973-1984)
- Atilano Vidal Núñez (1985-1991)
- Rinaldo Fidel Brédice (1992-2008)
- Mario Poli (2008-2013)
- Raúl Martín (2013-)

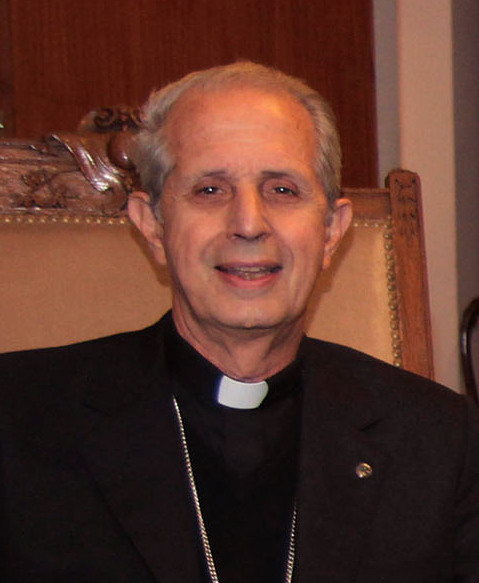
Mario Poli

Bahía Blanca (aartsbisdom) · Alto Valle del Río Negro · Comodoro Rivadavia · Esquel (territoriale prelatuur) · Río Gallegos · San Carlos de Bariloche · Santa Rosa · Viedma